# Детскосельский переулок (Павловск)
Детскосе́льский переулок — переулок в городе Павловске (Пушкинский район Санкт-Петербурга). Проходит от Детскосельской улицы (южнее дома 6) на восток до сада «Миранда».
Первоначально назывался Па́вловским переулком. Этот топоним известен с 1912 года и происходит от фамилии домовладельца (Конюшенная улица, 12, дом не сохранился) Ф. П. Павлова.
В 1950-х годах переулок переименовали в Детскосельский — по Детскосельской улице.